# Ілсе ван дер Мейден
Ілсе ван дер Мейден  (нід. Ilse van der Meijden, 22 жовтня 1988) — нідерландська ватерполістка, олімпійська чемпіонка.

## Виступи на Олімпіадах
| Олімпіада  | Дисципліна | Місце |
| ---------- | ---------- | ----- |
| Пекін 2008 | водне поло | 1     |